# Голембиовский, Лукаш
Лукаш (Лука) Голембиовский (пол. Łukasz Gołębiowski; 13 октября 1773 — 7 января 1849) — польский историк, этнограф, библиотекарь, переводчик, мемуарист, член Варшавского общества друзей наук; участник восстания Костюшко 1794 года.

## Биография
Лукаш Голембиовский родился 13 октября 1773 года в полесской деревне Погост-Загородский в семье арендатора Иосифа Голембиовского и его жены Барбары. Учился в школе иезуитов в городе Дубровица.
По окончании обучения, благодаря дружбе с Алозием Фелинским, в 1791 году Лукаш был принят на должность клерка в комиссариате казначейства Т. Чацкого. В 1792 году он переехал со своим работодателем в город Щекоцины, где собирались и формировались библиотечные фонды.
Во время восстания Костюшко, как офицер 2-го полка пехоты польских повстанцев, принимал активное участие в боевых действиях против Русской императорской армии, в частности, в сражении под Щекоцинами.
В 1803 году женился на Жозефине Палускай (ум. 1844).
Лукаш Голембиовский был активным членом Варшавского общества друзей наук и Варшавского книжного товарищества.
Помимо этого он преподавал на кафедре литературы в педагогическом институте.

## Труды
Среди его трудов были, в частности: «Albośmy to jacy tacy», «Dzieje Warszawy», «Starożytności Pölskie», «Lud polski», «Ubiory w Polsce», «Domy i Dwory», «Gry i Zabawy», «Zbiór medalów polskich» времен Станислава Августа, «О dziejopisach polskich, ich duchu, zaletach i wadach».
Помимо этого, множество работ учёного разбросано по периодическим печатным изданиям того времени.

## Память
- Мемориальная доска в честь Лукаша Голембиовского в Погост-Загородский Пинского района Брестской области Беларуси[4].